# New California Republic
New California Republic (NCR; dobesedno Nova kalifornijska republika) je izmišljena država iz serije postapokaliptičnih videoiger Fallout. Obsega ozemlje s središčem v današnji Južni Kaliforniji in upravlja z opustošeno pokrajino jugozahoda Severne Amerike, uničeno v jedrski vojni, vključno z nekaterimi deli Oregona in Nevade, prizadeva pa si tudi za naselitev Arizone in severnega dela Kalifornijskega polotoka.
V videoigri Fallout: New Vegas je opisana kot republika s poklicno vojsko in voljeno oblastjo, ki pobira davke na trgovskih poteh in uveljavlja zakonodajo, ki med drugim prepoveduje igranje na srečo in prostitucijo. Kot ena od frakcij v tamkajšnji postapokaliptični krajini poskuša ponovno vzpostaviti vlado po vzoru Združenih držav Amerike in edina priznava koncept človekovih pravic, tudi za mutirane postljudi, kot so ghouli.
Po bežni omembi v prvi igri serije je ena od glavnih frakcij v nasledniku, osrednjo vlogo pa ima v zgodbi tretjega dela serije, Fallout: New Vegas. Je v vojni z militantno organizacijo Brotherhood of Steel, v New Vegasu pa je pomemben del zgodbe tudi konflikt z rivalno Caesar's Legion, s katero se spopada za nadzor nad Hooverjevim jezom. Kasnejši deli serije videoiger se dogajajo drugje in NCR spet kvečjemu bežno omenjajo.
NCR je obširneje predstavljena tudi v TV-seriji, posneti po igrah, v kateri ima eno pomembnejših vlog lik Lee Moldaver. Ta je predstavljena kot voditeljica NCR, ki išče napravo za hladno fuzijo, s katero bi priskrbela električno energijo prebivalcem. V prvem delu TV-serije Moldaver vodi napad na Trezor 33, v katerem ugrabi nadzornika Hanka MacLeana, kar spodbudi njegovo hčer Lucy, da ga odide iskat. Zgodba TV-serije predstavi tudi nekaj ozadja: po njej je bilo glavno mesto NCR, naselje Shady Sands, po vzponu kot politično središče Kalifornije uničeno v jedrskem napadu, ki ga je sprožil nadzornik Trezorja 33 Hank MacLean. Nekateri oboževalci videoiger so opazili, da je prizor v šestem delu TV-serije, ki domnevno postavlja uničenje Shady Sandsa v leto 2077, v navzkrižju z zgodbo New Vegasa, ki se dogaja nekaj let kasneje, a jedrskega napada ne omenja. Ustvarjalci so v odgovoru zatrdili, da se zgodbi ujemata. Dogajanje bo predvidoma pojasnjeno v drugi sezoni TV-serije, ki se bo dogajala v mestu New Vegas.